# ワーゲンオフローダー
ワーゲンオフローダーは、田宮模型（現・タミヤ）が生産していた1/10スケールの電動ラジコンデュアルパーパスバギー。発表は1979年。別称:サンドスコーチャー（Sand Scorcher ）
メキシコで行われているバハ・レースの市販車クラスに参加したフォルクスワーゲン・ビートルのバハ･バグ仕様車をモチーフとしていた。
当時のキット価格は19,000円。
- シャーシはタイヤ・ホイール・ボディの相違のみで、バギーチャンプと共通である。→バギーチャンプの項を参照。

尚、復刻版が2010年2月に発売された（価格は37,800円（税込）と上昇。また、当然ながら復刻版バギーチャンプで追加・変更された仕様も継承されている）。

## メカニズム
- シャシ：FRP製フラットパン構造
- フロントサスペンション：L型コイルスプリング付き2段アーム式（ダブル）フルトレーリング独立懸架、オイルダンパー搭載
- リヤサスペンション：トーションバー付きスイングアクスル式独立懸架、オイルダンパー搭載
- フロントタイヤ／ホイール：中空ラバー、直線グルーブド／3ピース組み立て式ホイール
- リアタイヤ／ホイール：中空ラバー、パドルパターン･スタッド／3ピース組み立て式ホイール
- 駆動方式：2WD、後輪駆動
- モーター：付属マブチ製540Sをアルミ製ミッションブロック最後部に搭載
- デファレンシャルギア：無し、常時直結、デフロック状態
- 搭載バッテリー（別売り）：田宮の6V、7.2V（ラクダ）を横置きで積載
- ボディ：強化樹脂製、前部をピアノ線クリップ、後部は板バネによるキャッチ固定式
- 乾燥重量（コントロール装置、バッテリー除外時）：約1600g
- アンテナ：ピアノ線（スチール）1本
- 販売価格：19000円（当時）・37800円（復刻版・税込）